# Христо Маринчев
 Тази статия е за футболиста.  За генерала вижте Христо Маринчев (офицер).  
Христо Кирилов Маринчев-Мери е бивш български футболист, защитник. Играл е за Беласица (Петрич) (1958 – 1963), ЦСКА (1963 – 1970) и Черно море (1970 – 1973).

## Кариера
Има 203 мача и 3 гола в А група (135 мача с 2 гола за ЦСКА и 68 мача с 1 гол за Черно море). С отбора на ЦСКА е двукратен шампион на България през 1966 и 1969 и двукратен носител на Купата на Съветската армия през 1965 и 1969 г. Има 6 мача за Б националния отбор. За ЦСКА има 15 мача в евротурнирите (12 за КЕШ и 3 за КНК). Полуфиналист за Купата на европейските шампиони през 1967 г. Бивш треньор на юношеския национален отбор до 17 г.